# Stanley Forman
Stanley Joseph Forman, född 10 juli 1945 i Winthrop i Massachusetts, är en amerikansk bildjournalist. Forman har vunnit tre Pulitzerpriser under tiden som han arbetade på tidningen Boston Herald American.